# Pont de Sainte-Croix
Le pont de Sainte-Croix est un pont de béton, permettant de franchir le Verdon, sur les communes de Sainte-Croix-du-Verdon (Alpes-de-Haute-Provence) et Baudinard-sur-Verdon (Var).

## Historique
Le pont est construit en 1972, au même moment que le barrage de Sainte-Croix, dans le cadre de l’aménagement hydroélectrique Durance-Verdon.

## Caractéristiques
C'est un pont à poutres construit sur deux piles de 45 m de haut, qui lui permettent de dominer les eaux du lac de Sainte-Croix de 25 m. Les trois travées font respectivement 65 pour les deux travées de rive, et 110 m pour la travée centrale. Le tablier mesure au total 290 m de long, ce qui en fait le pont le plus long des Alpes-de-Haute-Provence. La chaussée fait 6 m de large, et est bordée par deux trottoirs de 1,3 m.